# Vladímir Turbayevskiy
Vladímir Turbayevski (russe : Владимир Турбаевский), né le 9 septembre 1983, est un triathlète russe, champion de Russie de triathlon en 2010.

## Palmarès
Le tableau présente les résultats les plus significatifs (podium) obtenus sur le circuit national et international de triathlon et duathlon depuis 2010,.
| Année | Compétition                                             | Pays         | Position           | Temps           |
| ----- | ------------------------------------------------------- | ------------ | ------------------ | --------------- |
| 2019  | Coupe d'Asie - l'étape de Dexing                        | Chine        | Médaille d'or      | 1 h 50 min 12 s |
| 2018  | Championnats de Russie de triathlon                     | Russie       | Médaille d'or      | 1 h 50 min 49 s |
| 2017  | Championnats d'Europe de triathlon en relais mixte      | Autriche     | Médaille de bronze | 1 h 15 min 32 s |
| 2017  | Coupe d'Afrique - l'étape de Sharm El Sheikh            | Égypte       | Médaille d'or      | 1 h 1 min 26 s  |
| 2016  | Coupe du monde - l'étape sprint de Tongyeong            | Corée du Sud | Médaille de bronze | 0 h 53 min 40 s |
| 2016  | Coupe d'Europe de triathlon - l'étape d'Antalya         | Turquie      | Médaille d'or      | 1 h 47 min 30 s |
| 2016  | Championnats de Russie de triathlon sprint              | Russie       | Médaille d'or      | 1 h 0 min 19 s  |
| 2016  | Coupe d'Asie - l'étape de Taizhou                       | Chine        | Médaille d'or      | 1 h 48 min 38 s |
| 2014  | Coupe du monde - l'étape de Jiayuguan                   | Chine        | Médaille d'or      | 1 h 49 min 54 s |
| 2014  | Coupe d'Europe de triathlon - l'étape sprint de Tartu   | Estonie      | Médaille d'or      | 0 h 48 min 52 s |
| 2014  | Coupe d'Europe de triathlon - l'étape sprint de Burabay | Kazakhstan   | Médaille d'or      | 0 h 56 min 53 s |
| 2013  | Coupe d'Asie - l'étape de Lantau                        | Hong Kong    | Médaille d'or      | 1 h 59 min 3 s  |
| 2013  | Championnats de Russie de duathlon                      | Russie       | Médaille d'or      | 1 h 23 min 59 s |
| 2013  | Coupe d'Europe de triathlon - l'étape sprint de Burabay | Kazakhstan   | Médaille d'or      | 0 h 55 min 56 s |
| 2013  | Coupe d'Europe de triathlon - l'étape d'Antalya         | Turquie      | Médaille d'or      | 1 h 44 min 32 s |
| 2013  | Coupe d'Asie - l'étape de Chengdu                       | Chine        | Médaille d'or      | 1 h 48 min 17 s |
| 2012  | Coupe d'Asie - l'étape de Lantau                        | Hong Kong    | Médaille d'or      | 1 h 56 min 25 s |
| 2012  | Coupe d'Asie - l'étape de Chengdu                       | Chine        | Médaille d'or      | 1 h 50 min 2 s  |
| 2010  | Coupe d'Asie - l'étape de Lantau                        | Hong Kong    | Médaille d'or      | 1 h 44 min 20 s |